# Храм Всех Святых (Нефтеюганск)
Храм в честь Всех Святых — православный храм в Нефтеюганске. Построен в 2010 году. В 2012 году был освящён.

## История
26 июня 2007 года архиепископ Тобольский и Тюменский Димитрий освятил краеугольный камень будущего храма.
16 октября 2010 года в день основания Нефтеюганска храм был открыт. Протоиерей Николай Матвийчук отслужил божественную литургию. На торжественном мероприятии присутствовали глава города Сергей Буров, депутаты и руководители различных организаций. После богослужения гости и прихожане приняли поздравления от протоиерея Николая с праздником, также он поблагодарил всех участвовавших в строительстве церкви. Многие руководители и работники организаций были награждены благодарственными письмами.
В 2012 году епископ Ханты-Мансийский и Сургутский Павел (Фокин) освятил храм. После службы он наградил меценатов орденами, медалями и почётными грамотами. В свою очередь настоятель храма протоиерей Николай преподнёс в дар владыке картину с изображением храма Всех Святых. С 1 октября 2016 г. указом митрополита Ханты-Мансийского и Сургутского Павла (Фокина) настоятелем храма назначен иерей Михаил Мелешкин, духовник частного образовательного учреждения «Нефтеюганская православная гимназия», руководитель отдела религиозного образования и катехизации Нефтеюганского благочиния. С благословения правящего архиерея храм стал гимназическим.

## Духовенство
- Настоятель храма — иерей Александр Сысоев[1]

## Примечание
1. ↑  Храм в честь Всех святых г.Нефтеюганска. Ханты-Мансийская Митрополия (10 октября 2016). Дата обращения: 20 ноября 2021. Архивировано 20 ноября 2021 года.